# Église Saint-Nicolas de Kijevo
Pour les articles homonymes, voir Église Saint-Nicolas.
L'église Saint-Nicolas de Kijevo (en serbe cyrillique : Црква светог Николе у Кијеву ; en serbe latin : Crkva svetog Nikole u Kijevu) est une église orthodoxe serbe située à Kijevë/Kijevo près de Malishevë/Mališevo, au Kosovo. Construite dans la seconde moitié du XVIe siècle, elle dépend de l'éparchie de Ras-Prizren et est inscrite sur la liste des monuments culturels d'importance exceptionnelle de la république de Serbie. Elle a été minée puis rasée en 1999, au moment de la guerre du Kosovo.